# ناحیه نام
ناحیه نام (به لاتین: Namsky District) یک منطقهٔ مسکونی در روسیه است که در یاقوتستان واقع شده‌است.